# Carl Magnus Berger
Carl Magnus Berger, född 18 mars 1915 i Halmstad, död 20 november 1964 (flygolycka), var en svensk industriman. Han var son till Edwin Berger.
Berger utexaminerades från Handelshögskolan i Göteborg 1939 och var verkställande direktör AB Gjuterimaskiner från 1948 samt i AB Malcus Holmquist från 1953. Han tillhörde Halmstads stadsfullmäktige 1945–1951, var fullmäktig i Skånes och södra Hallands handelskammare från 1946, ledamot av dess arbetsutskott från 1951, ledamot av huvudstyrelsen för Göteborgs Bank från 1953, styrelseledamot i Sveriges mekanförbund från 1957, vice ordförande i Hallands konstförening från 1959 och i Hallands museum från 1959. Han invaldes som ledamot av Gustav Adolfsakademien för folklivsforskning 1951 och av Vetenskapssocieteten i Lund 1954.
Berger omkom 1964 då en Convair 440 Metropolitan från Linjeflyg störtade utanför Ängelholm i dåligt väder.